# Hymenopodidae
Hymenopodidae é uma família da ordem mantodea (mantis), com quatro subfamílias.

## Subfamílias e géneros
Classificação segundo Ehrmann (2002):
- Subfamília Acromantinae
  - Tribo Acromantini
    - Acromantis Saussure, 1870
    - Anasigerpes Giglio-Tos, 1915
    - Anaxarcha Stal, 1877
    - Anoplosigerpes Werner, 1928
    - Catasigerpes Giglio-Tos, 1927
    - Chrysomantis Giglio-Tos, 1915
    - Citharomantis Rehn, 1909
    - Ephestiasula Giglio-Tos, 1915
    - Ephippiomantis Werner, 1922
    - Heliomantis Giglio-Tos, 1915
    - Hestiasula Saussure, 1871
    - Metacromantis Beier, 1930
    - Odontomantis Saussure, 1871
    - Oligomantis Giglio-Tos, 1915
    - Otomantis Bolivar, 1890
    - Parahestiasula Lombardo, 1995
    - Psychomantis Giglio-Tos, 1915
    - Rhomantis Giglio-Tos, 1915

- Subfamília  Epaphroditinae
  - Tribo Phyllocranini
    - Amphecostephanus Rehn, 1912
    - Epaphrodita Serville, 1831
    - Parablepharis Saussure, 1870
    - Phyllocrania Burmeister, 1838

- Subfamília Hymenopodinae
  - Tribo Hymenopodini
    - Attalia Uvarov, 1936
    - Chlidonoptera Karsch, 1892
    - Chloroharpax Werner, 1908
    - Congoharpax Serville, 1839
    - Creobroter Westwood, 1889
    - Galinthias Stal, 1877
    - Harpagomantis Kirby, 1899
    - Helvia Stal, 1877
    - Hymenopus Serville, 1831
    - Panurgica Karsch, 1896
    - Parymenopus Wood-Mason, 1890
    - Pseudocreobotra Saussure, 1870
    - Pseudoharpax Saussure, 1870
    - Theopropus Saussure, 1898

- Subfamília Oxypilinae
  - Tribo Oxypilini
    - Ceratomantis Wood-Mason, 1876
    - Junodia Schulthess-Rechberg, 1899
    - Oxypilus Serville, 1831
    - Pachymantis Saussure, 1871
    - Pseudoxypilus Giglio-Tos, 1915

## Algumas espécies

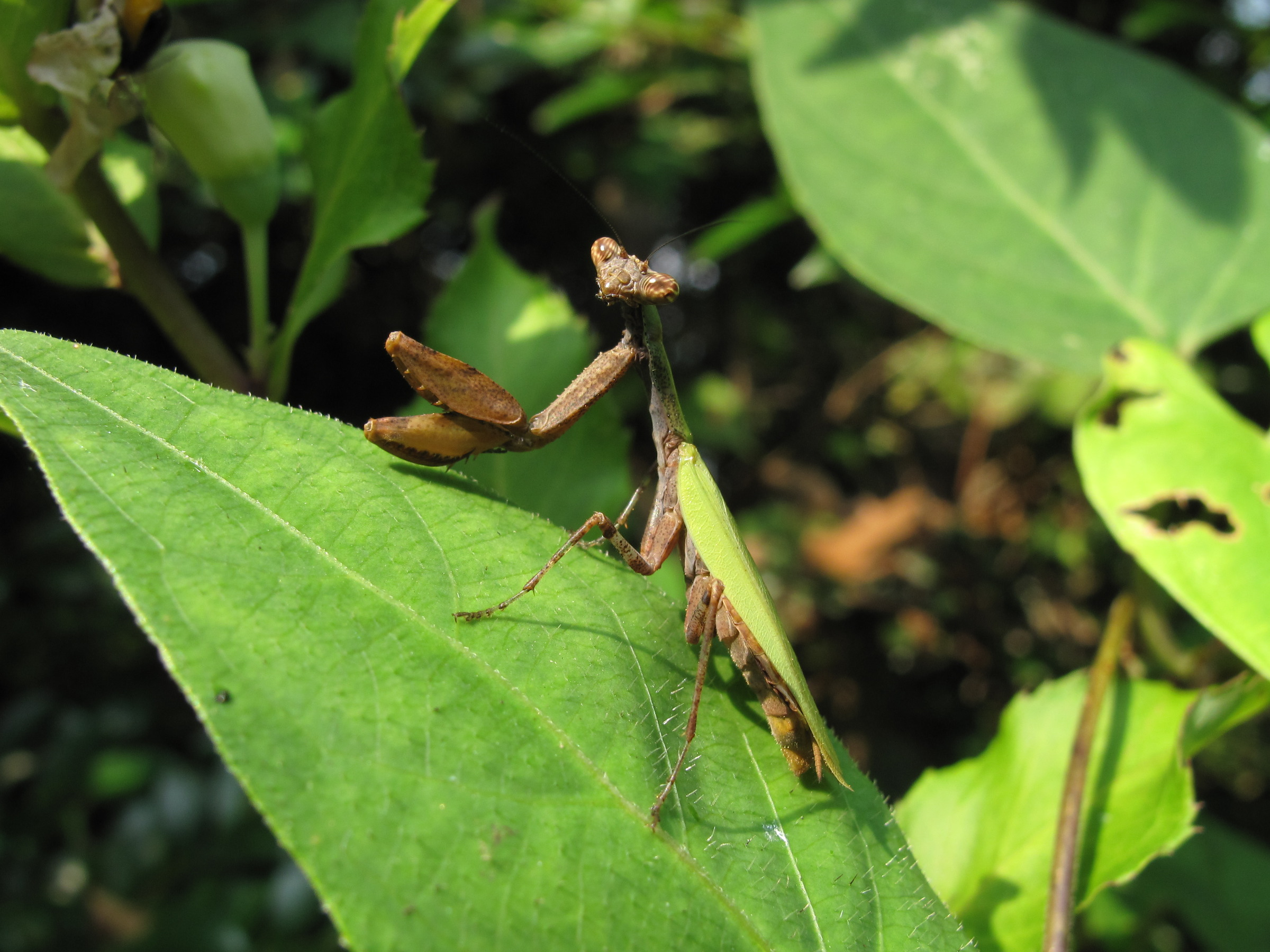
Acromantis japonica
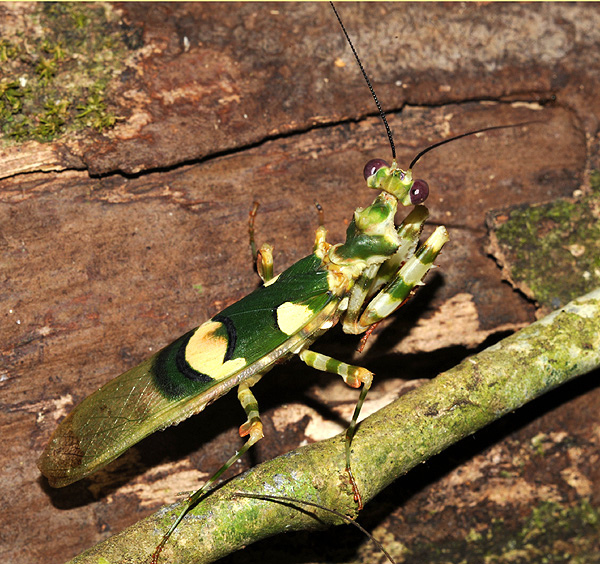
Chlidonoptera vexillum
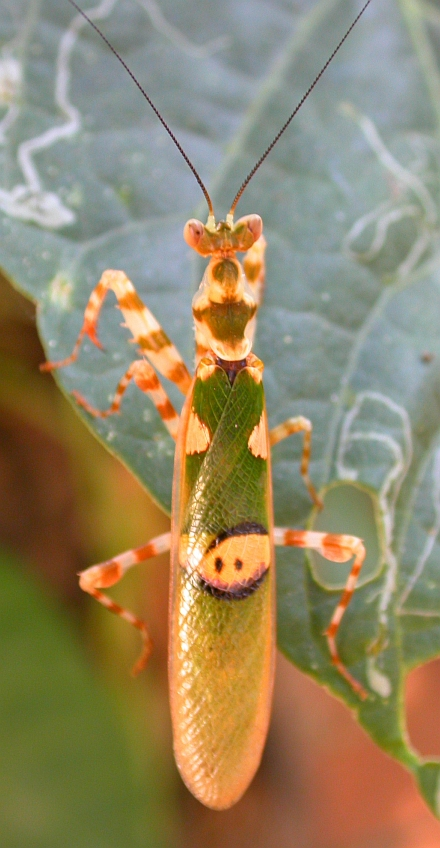
Creobroter gemmatus
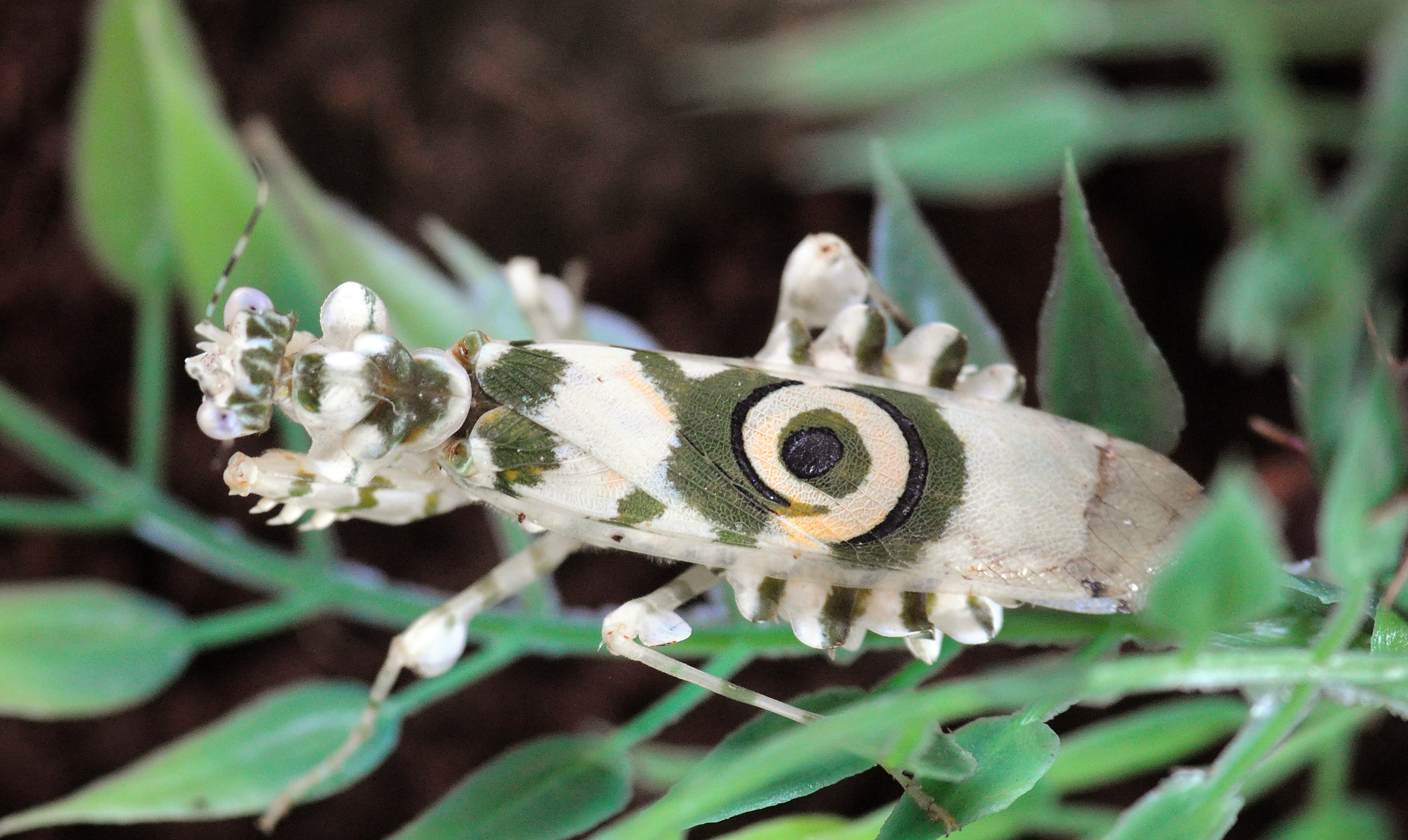
Pseudocreobotra wahlbergii
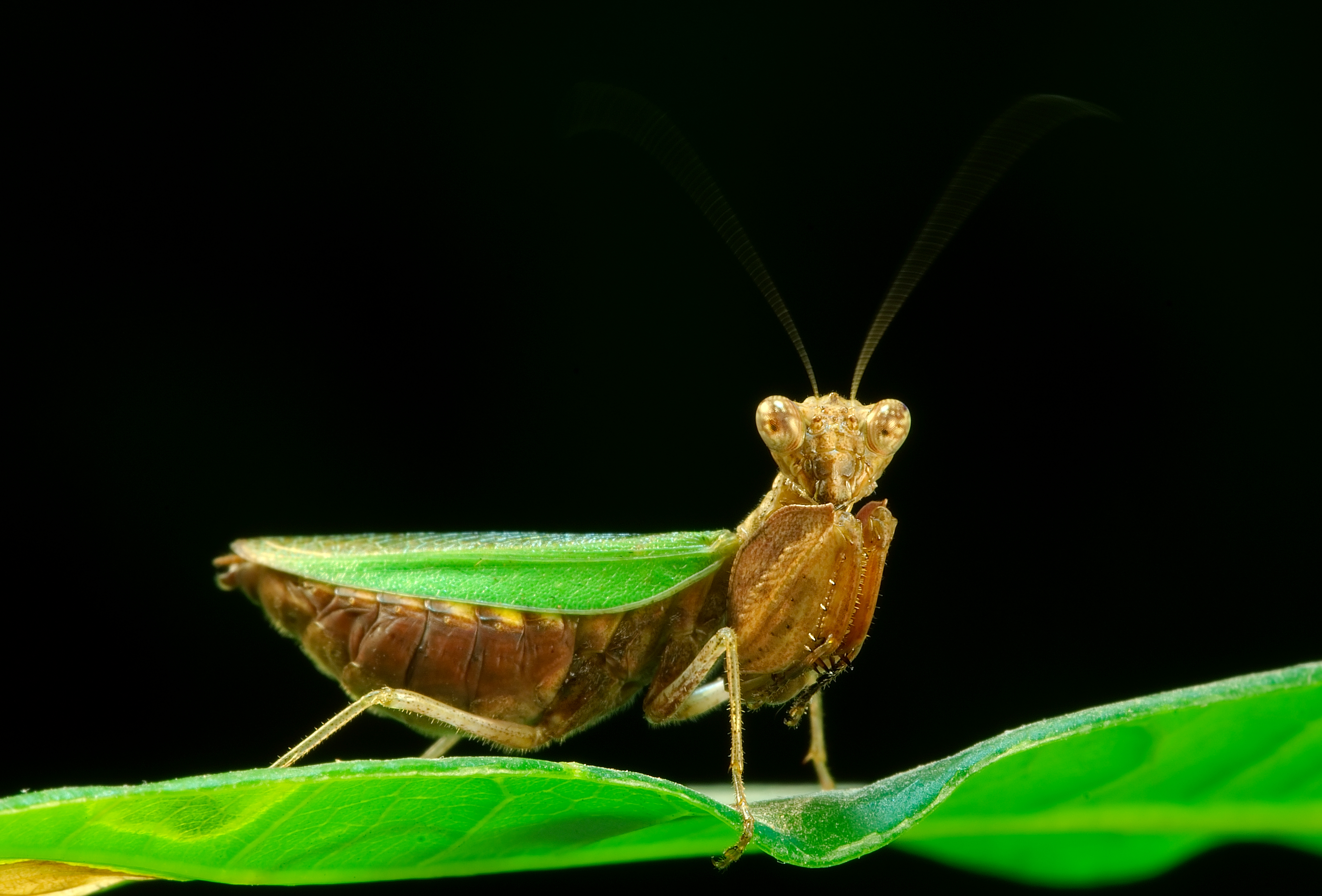
Ephestiasula sp.
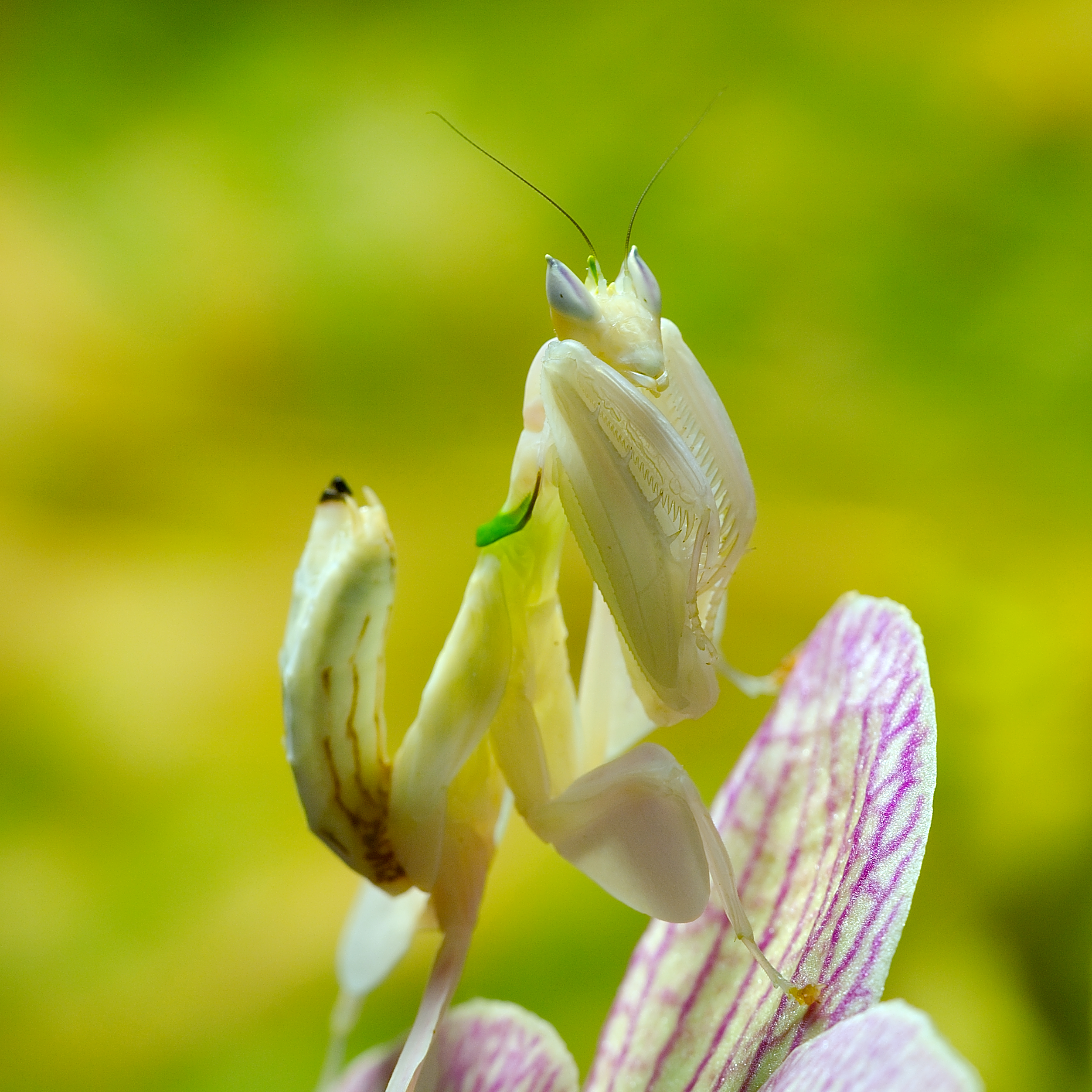
Hymenopus coronatus
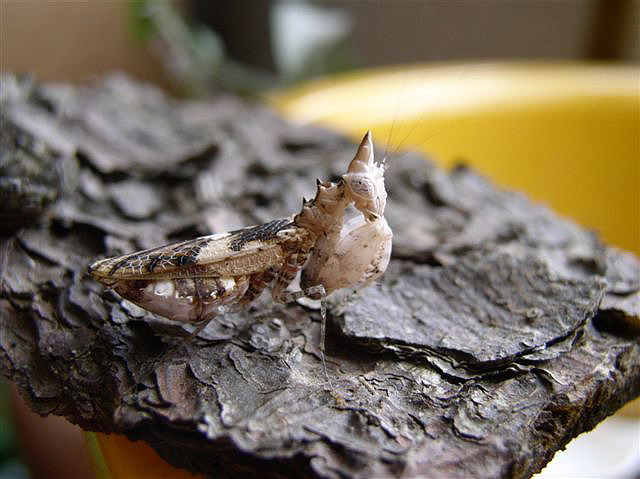
Ceratomantis saussurii
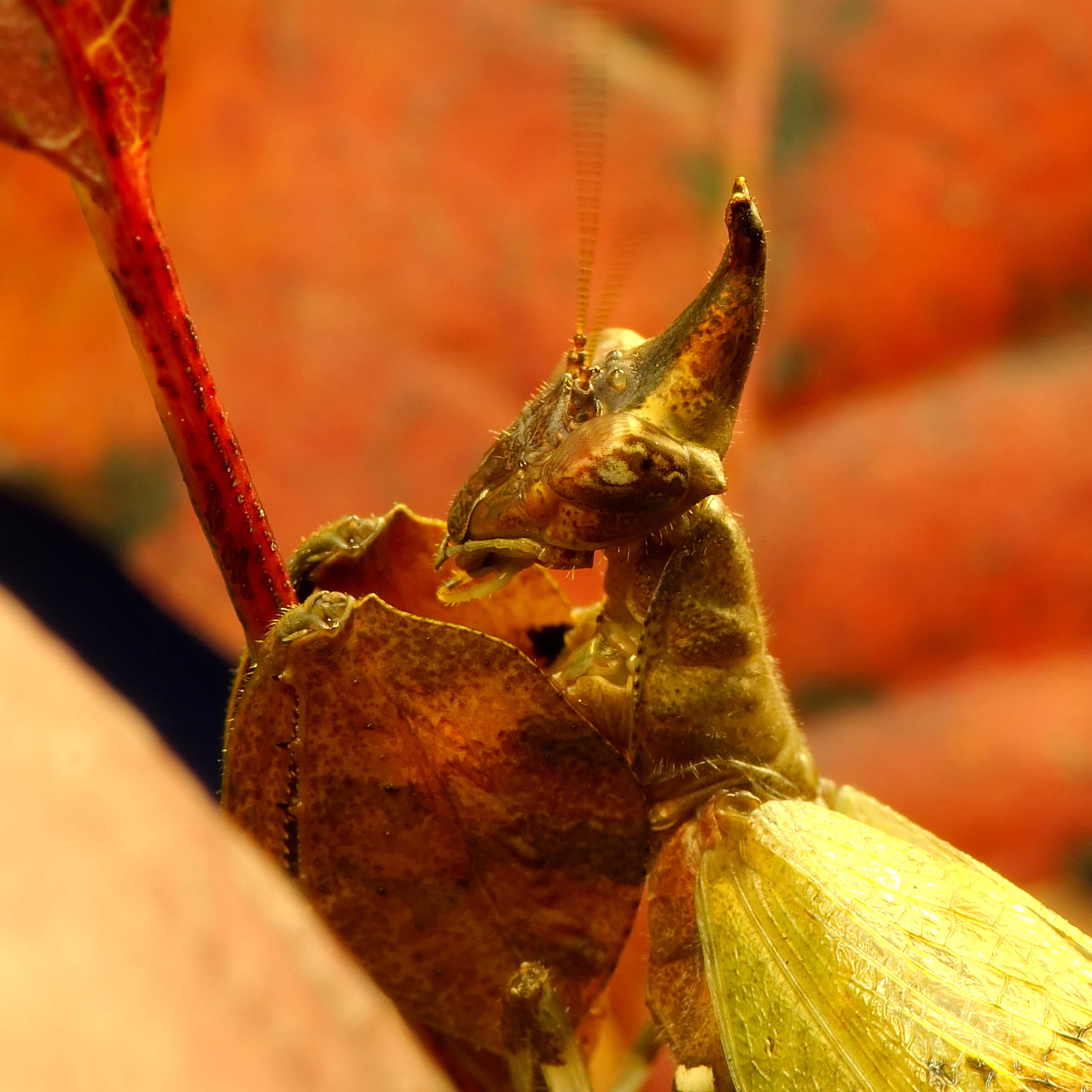
Hestiasula brunneriana
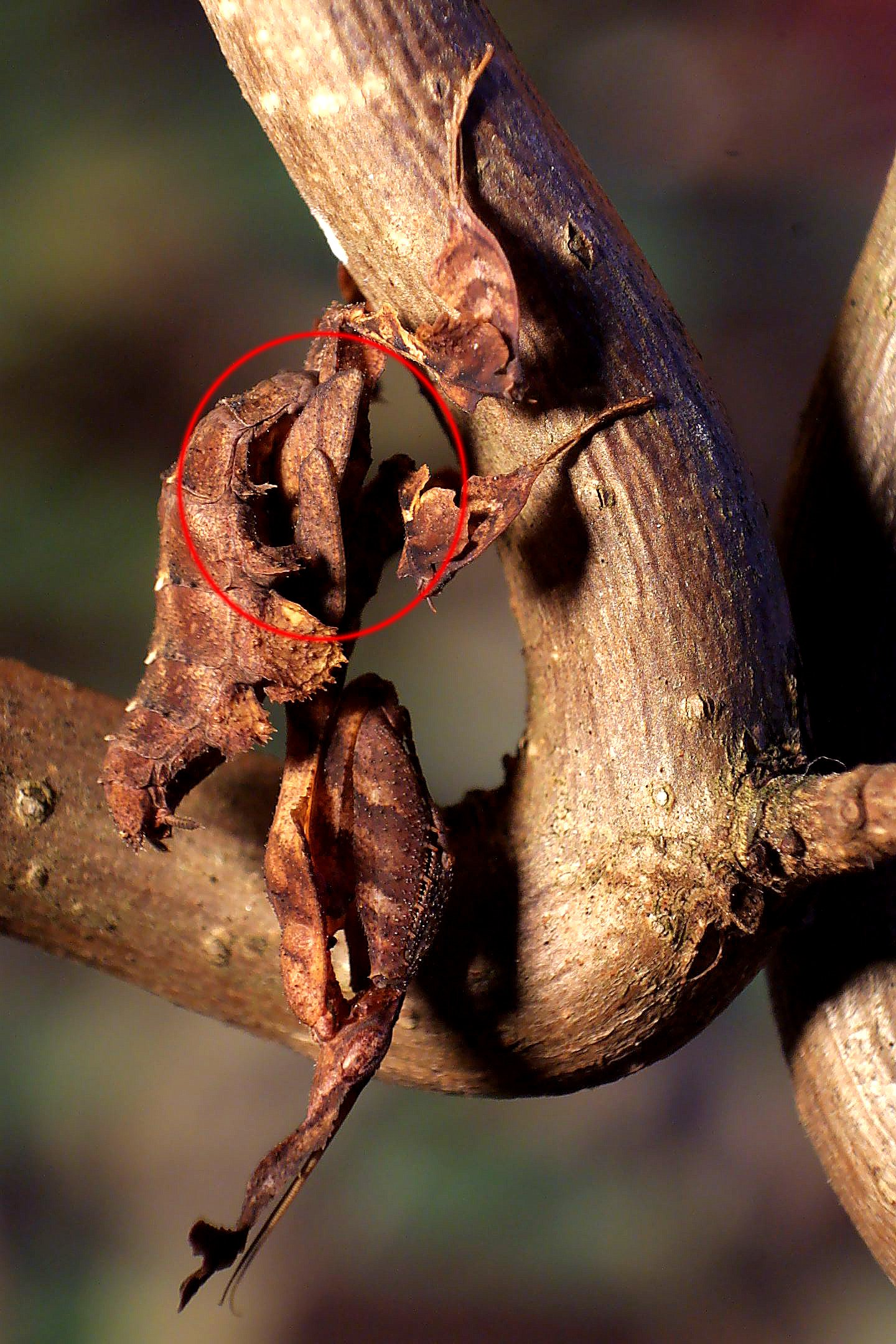
Phyllocrania paradoxa
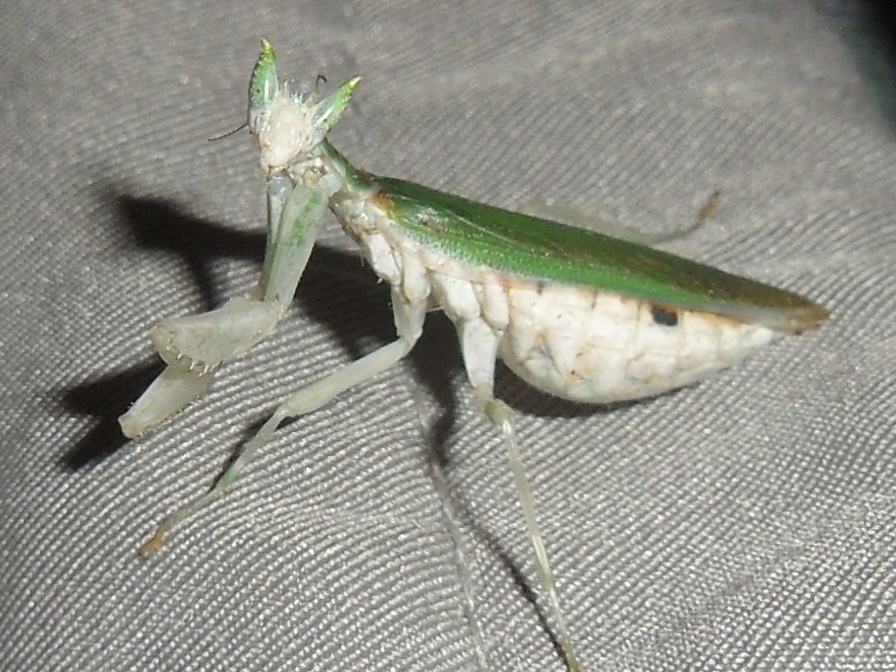
Pseudoharpax virescens